# Футбол (7 x 7) на літніх Паралімпійських іграх 2016
Змагання з футболу (7 x 7) на літніх Паралімпійських іграх 2016 відбулися 8-16 вересня на стадіоні Деодору. У фіналі збірна України під керівництвом Сергія Овчаренка
перемогла збірну Ірану з рахунком 2:1. Переможний гол у додатковий час забив Артем Красильников. Капітан збірної України Володимир Антонюк став найкращим бомбардиром турніру із сімома голами у п'яти матчах.

## Групові змагання
Вісім команд були поділени на дві групи та грали з 8 вересня на стадіоні Деодору в Ріо-де-Жанейро.

### Група А
| Команда         | І | В | Н | П | ЗМ | ПМ | РМ  | О |
| --------------- | - | - | - | - | -- | -- | --- | - |
| Україна         | 3 | 3 | 0 | 0 | 10 | 2  | +8  | 9 |
| Бразилія        | 3 | 2 | 0 | 1 | 10 | 4  | +6  | 6 |
| Велика Британія | 3 | 1 | 0 | 2 | 7  | 5  | +2  | 3 |
| Ірландія        | 3 | 0 | 0 | 3 | 2  | 18 | −16 | 0 |

| 2016-09-08 10:00 |

| Бразилія | 2–1             | Велика Британія |
| -------- | --------------- | --------------- |
|          | протокол(англ.) |                 |

| Олімпійський парк Деодору Глядачів: 2320 |

| 2016-09-08 14:00 |

| Україна                                                        | 6–0             | Ірландія |
| -------------------------------------------------------------- | --------------- | -------- |
| Романчук 12' Антонюк 16' 17' Красильников 26' 37' Молодцов 36' | протокол(англ.) |          |

| Олімпійський парк Деодору Глядачів: 2368 Арбітр: Александр Сантос |

| 2016-09-10 10:00 |

| Велика Британія  | 1–2             | Україна                      |
| ---------------- | --------------- | ---------------------------- |
| Майкл Баркер 35' | протокол(англ.) | Антонюк 25' Красильников 47' |

| Олімпійський парк Деодору Глядачів: 8981 Арбітр: Паулу Вольпато |

| 2016-09-10 19:00 |

| Ірландія | 1–7             | Бразилія |
| -------- | --------------- | -------- |
|          | протокол(англ.) |          |

| Олімпійський парк Деодору Глядачів: 11059 |

| 2016-09-12 16:15 |

| Ірландія | 1–5             | Велика Британія |
| -------- | --------------- | --------------- |
|          | протокол(англ.) |                 |

| Олімпійський парк Деодору Глядачів: 3244 |

| 2016-09-12 19:00 |

| Україна                        | 2–1             | Бразилія                  |
| ------------------------------ | --------------- | ------------------------- |
| Красильников 7' Каграманян 24' | протокол(англ.) | Веслі Мартінс де Соса 59' |

| Олімпійський парк Деодору Глядачів: 7044 Арбітр: Росс Хасвелл |

### Група Б
| М  | Команда    | І | В | Н | П | МЗ | МП | РМ | О |
| -- | ---------- | - | - | - | - | -- | -- | -- | - |
| 1. | Іран       | 3 | 3 | 0 | 0 | 7  | 1  | +6 | 9 |
| 2. | Нідерланди | 3 | 1 | 1 | 1 | 4  | 4  | 0  | 4 |
| 3. | Аргентина  | 3 | 1 | 0 | 2 | 4  | 7  | −3 | 3 |
| 4. | США        | 3 | 0 | 1 | 2 | 4  | 7  | −3 | 1 |

| 2016-09-08 16:15 |

| Іран | 3–1             | Аргентина |
| ---- | --------------- | --------- |
|      | протокол(англ.) |           |

| Олімпійський парк Деодору Глядачів: 2368 |

| 2016-09-08 19:00 |

| Нідерланди | 2–2             | США |
| ---------- | --------------- | --- |
|            | протокол(англ.) |     |

| Олімпійський парк Деодору Глядачів: 2223 |

| 2016-09-10 14:00 |

| Аргентина | 0–2             | Нідерланди |
| --------- | --------------- | ---------- |
|           | протокол(англ.) |            |

| Олімпійський парк Деодору Глядачів: 10300 |

| 2016-09-10 16:15 |

| США | 0–2             | Іран |
| --- | --------------- | ---- |
|     | протокол(англ.) |      |

| Олімпійський парк Деодору Глядачів: 11326 |

| 2016-09-12 10:00 |

| Іран | 2–0             | Нідерланди |
| ---- | --------------- | ---------- |
|      | протокол(англ.) |            |

| Олімпійський парк Деодору Глядачів: 2222 |

| 2016-09-12 14:00 |

| Аргентина | 3–2             | США |
| --------- | --------------- | --- |
|           | протокол(англ.) |     |

| Олімпійський парк Деодору Глядачів: 3047 |

## Плей-оф

### За сьоме місце
| 2016-09-14 14:00 |

| Ірландія | 1–2             | США |
| -------- | --------------- | --- |
|          | протокол(англ.) |     |

| Олімпійський парк Деодору Глядачів: 2800 |

### За п’яте місце
| 2016-09-14 16:15 |

| Велика Британія | 2–0             | Аргентина |
| --------------- | --------------- | --------- |
|                 | протокол(англ.) |           |

| Олімпійський парк Деодору Глядачів: 3131 |

### Півфінали
| 2016-09-14 10:00 |

| Україна                           | 4–0             | Нідерланди |
| --------------------------------- | --------------- | ---------- |
| Антонюк 9' 44' 60'+2' Лень 30'+1' | протокол(англ.) |            |

| Олімпійський парк Деодору Глядачів: 2010 Арбітр: Гектор Робас Бондіа |

| 2016-09-14 19:00 |

| Іран | 5–0             | Бразилія |
| ---- | --------------- | -------- |
|      | протокол(англ.) |          |

| Олімпійський парк Деодору Глядачів: 3965 |

### За бронзові медалі
| 2016-09-16 14:00 |

| Нідерланди | 1–3             | Бразилія |
| ---------- | --------------- | -------- |
|            | протокол(англ.) |          |

| Олімпійський парк Деодору Глядачів: 6737 |

### Фінал
| 2016-09-16 17:00 |

| Україна                      | 2–1 д.ч.        | Іран              |
| ---------------------------- | --------------- | ----------------- |
| Антонюк 26' Красильников 65' | протокол(англ.) | Мехді Джамалі 50' |

| Олімпійський парк Деодору Глядачів: 9305 Арбітр: Росс Хасвелл |

## Підсумки
Всього було зіграно 18 матчів. Збірна України під керівництвом Сергія Овчаренка виборола третє паралімпійське золото та піднялася на перше місце в медальному заліку цього виду змагань, який рахується з 1984 року. Збірна Ірану, що потрапила на турнір в останню мить після дискваліфікації російських паралімпійців на тлі допінгового скандалу, здобула срібні медалі. Господар турніру — збірна Бразилії отримала бронзові нагороди  .

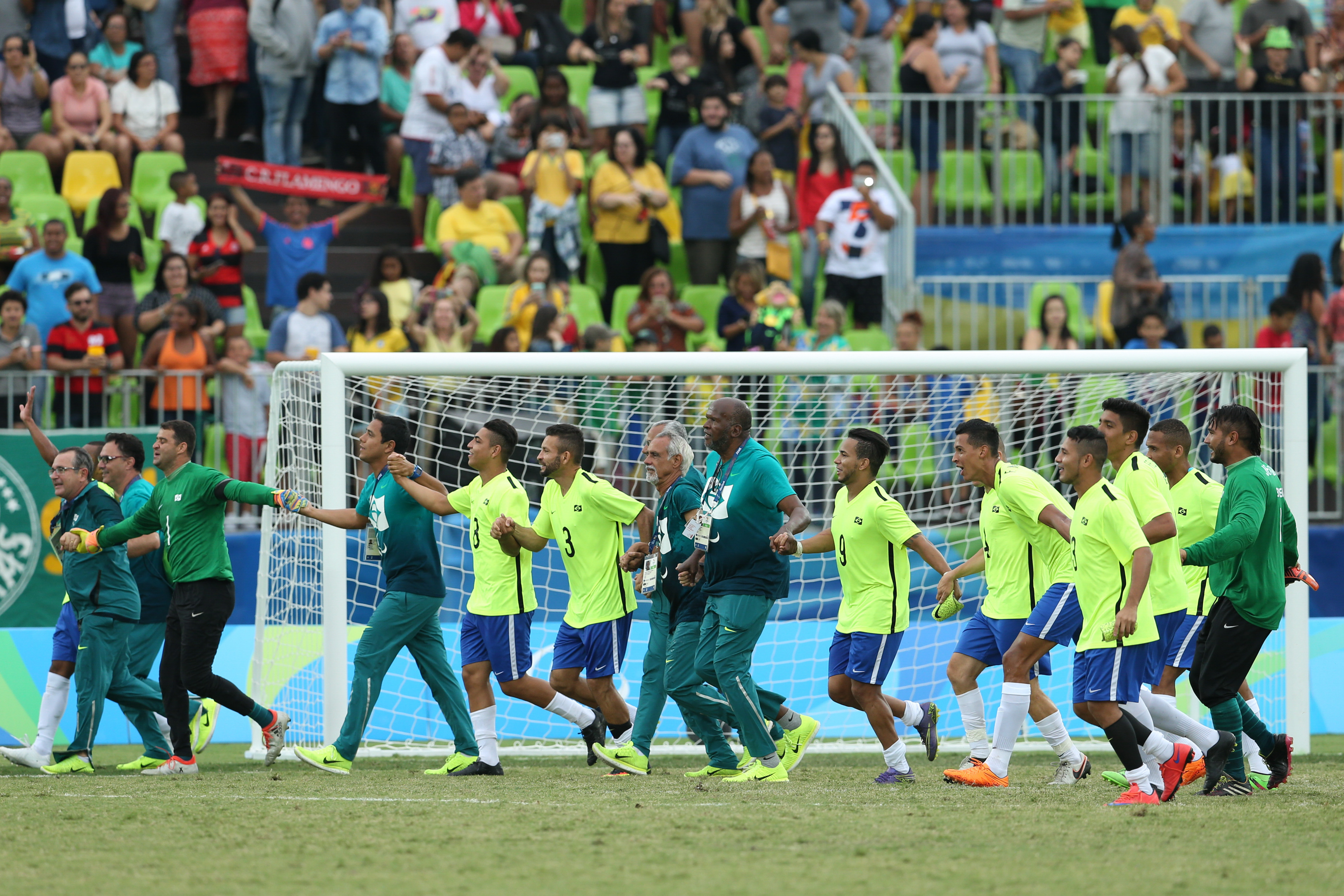
Господар турніру — святкує перемогу в матчі за бронзові медалі

| Місце  | Країна          |
| ------ | --------------- |
| Золото | Україна         |
| Срібло | Іран            |
| Бронза | Бразилія        |
| 4      | Нідерланди      |
| 5      | Велика Британія |
| 6      | Аргентина       |
| 7      | США             |
| 8      | Ірландія        |

### Медалісти
По 14 футболістів із команд України, Ірану та Бразмлії отримали медалі .

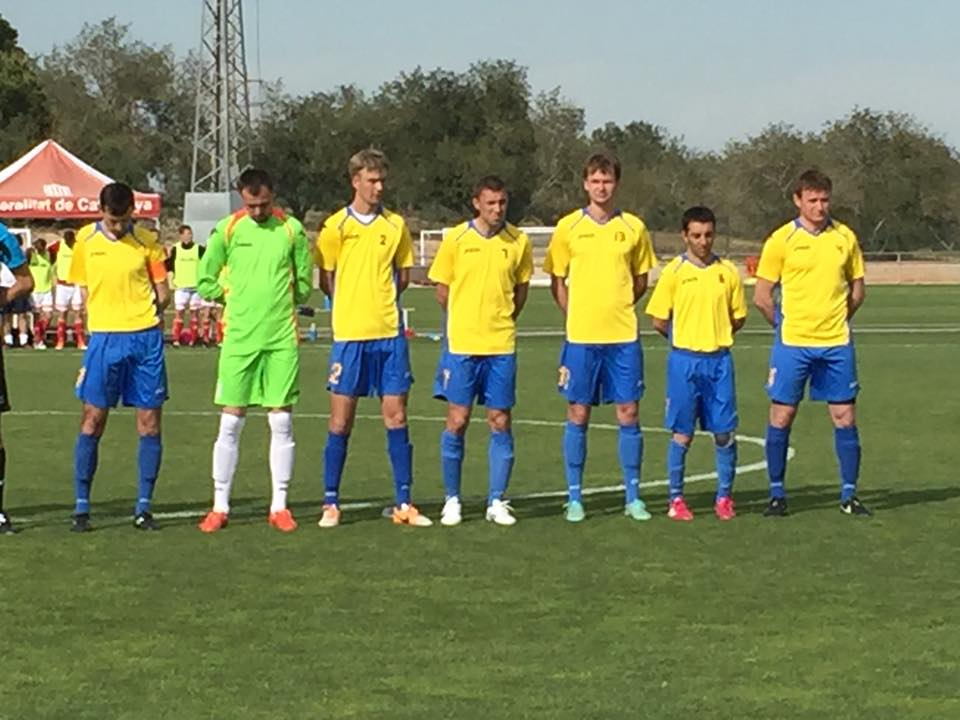
Збірна України на препаралімпійському турнірі в Салоу у травні 2016 року: Антонюк (забив перший гол у фіналі Паралімпіади 2016), Симашко, Трушев, Романчук, Красильников (забив переможний гол у додатковий час фіналу), Каграманян і Дутко

| Дисципліна                | Золото | Срібло                                                            | Бронза                                                   |
| ------------------------- | --- | ----------------------------------------------------------------- | -------------------------------------------------------- |
| Чоловіки у футбол (7 x 7) | Україна Володимир Антонюк Іван Доценко Тарас Дутко Євген Зінов'єв Едгар Каграманян Артем Красильников Богдан Кулинич Олег Лень Дмитро Молодцов Станіслав Подольський Віталій Романчук Костянтин Симашко Віталій Трушев Іван Шкварло | Іран Муслем Хазаї Пірсарабі Гашем Растеґарі Мехді Джамалі та інші | Бразилія Леандру Гонсалвес Веслі Мартінс де Соса та інші |

### Бомбардири
Із 40 футболістів, що забили принаймні один гол у змаганнях, вісім забивали двічі та п'ятеро забили від трьох і більше м'ячів. Капітан збірної України Володимир Антонюк став найкращим бомбардиром турніру із сімома голами у п'яти матчах. Всього він зробив 20 ударів по воротам, з них 11 у ствір. 

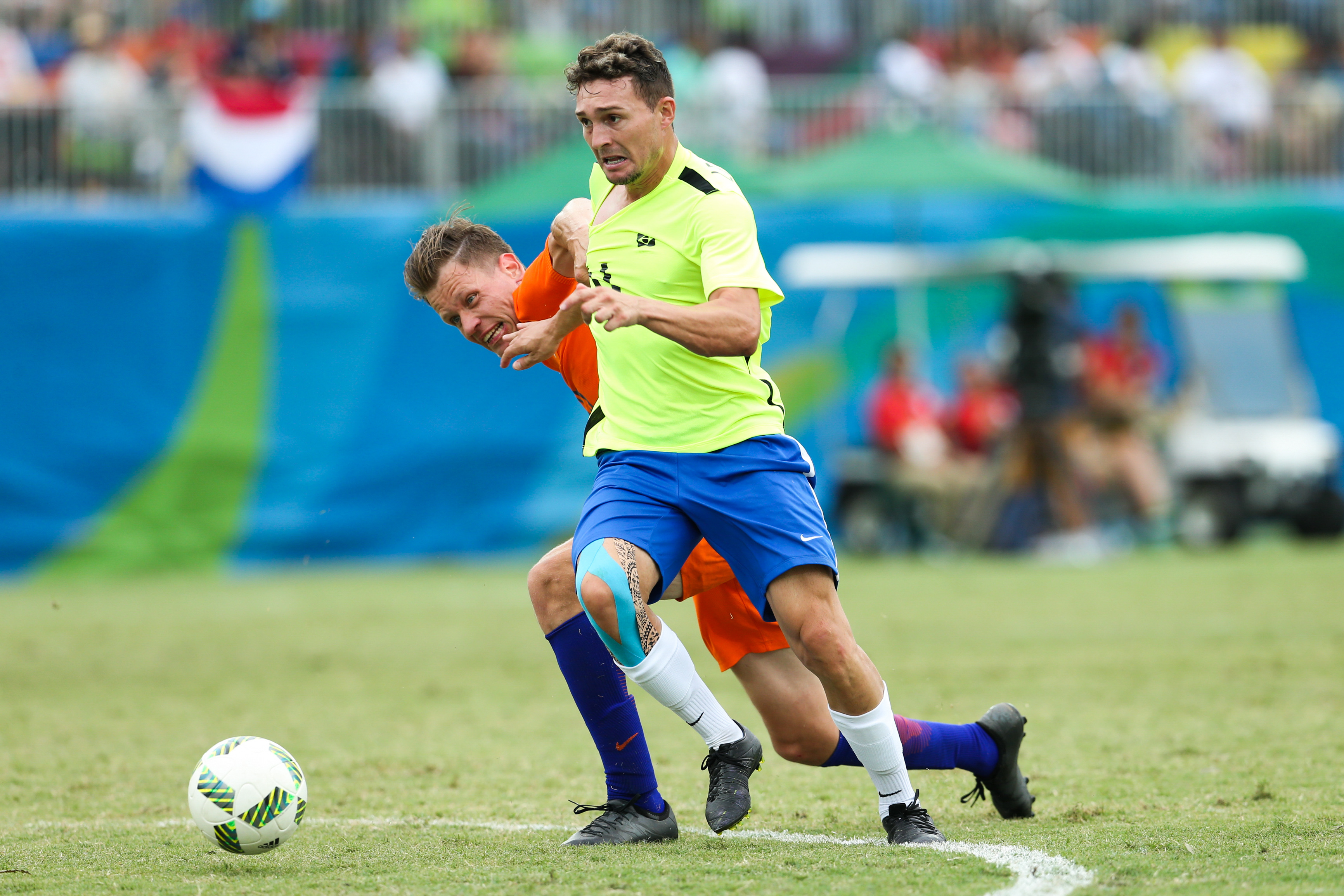
Бразилець — рекордсмен по числу ударів по воротам

Бразилець Леандру Гонсалвес (Леандріньо) у п'яти матчах завдав 40 ударів, з них 20 у площину воріт, та забив шість голів .
| Місце | Футболіст          | Країна          | Забив голів | Зіграв матчів | Зіграв хвилин |
| ----- | ------------------ | --------------- | ----------- | ------------- | ------------- |
| 1     | Володимир Антонюк  | Україна         | 7           | 5             | 227           |
| 2     | Леандру Гонсалвес  | Бразилія        | 6           | 5             | 300           |
| 3     | Артем Красильников | Україна         | 5           | 4             | 260           |
| 4     | Мехді Джамалі      | Іран            | 4           | 3             | 158           |
| 5     | Майкл Баркер       | Велика Британія | 3           | 4             | 240           |